# 藤原資季
藤原 資季（ふじわら の すけすえ）は、鎌倉時代前期から後期にかけての公卿。二条資季とも。藤原北家道綱流、藤原資家 (従三位)の長男。官位は正二位権大納言。二条と号す。

## 経歴
承元元年（1207年）、従三位藤原資家の息男として誕生。
母は参議・九条光長の娘（宜秋門院帥）。琵琶で名高い二条大納言藤原定能の孫。歌人として知られる内大臣・衣笠家良は定能の娘が母であり、資季とは従兄弟同士である。
子・資氏は弘安7年（1284年）に病により出家したので、孫・資高を子として跡を継がせたという。
日記『荒涼記』（資季卿記）を残した。残欠日記である『荒涼記』（資季卿記）は延応2年から正元元年までの記事が部分的に残っており、改元の際の勘申の様子や亀山天皇即位時の様子などが詳しく記されている。

## 官歴
以下、『公卿補任』と『尊卑分脈』の内容に従って記述する。
- 建保4年（1216年）7月19日、叙爵[3]。
- 建保5年（1217年）2月3日、従五位上。4月9日、侍従に任ぜられる[4]。
- 建保7年（1219年）1月22日、右少将に任ぜられる。
- 承久2年（1220年）1月22日、石見権介を兼ねる。
- 承久3年（1221年）1月13日、正五位下に昇叙。
- 貞応2年（1223年）1月6日、従四位下に昇叙。2月1日、改めて右少将に任ぜられる。
- 元仁2年（1224年）1月27日、出雲介を兼ねる。
- 嘉禄2年（1226年）1月5日、従四位上に昇叙。
- 嘉禄3年（1227年）1月26日、左中将に昇任。
- 安貞2年1月5日、正四位下に昇叙。
- 寛喜2年（1230年）1月14日、備中介を兼ねる。
- 文暦2年（1234年）1月23日、近江介を兼ねる。
- 嘉禎3年（1237年）3月8日、蔵人頭に補される。
- 暦仁元年（1238年）閏2月27日、参議に任ぜられ、同日中に侍従を兼ねる。4月6日、従三位に叙される。
- 延応元年（1239年）4月26日、正三位に昇叙。
- 仁治元年（1240年）1月22日、丹波権守を兼ねる。
- 仁治3年（1242年）従二位に昇叙か。
- 寛仁3年（1245年）1月13日、下野権守を兼ねるが、17日に改めて近江権守を兼ねる。
- 宝治2年（1248年）10月29日、権中納言に任ぜられる。
- 建長2年（1250年）1月5日、正二位に昇叙[5]。5月17日には中納言に転正。
- 正嘉3年（1259年）4月17日、権大納言に任ぜられる。
- 文応元年（1260年）3月29日、権大納言を辞退したが4月2日には本座を許される。
- 文永5年（1268年）10月5日、出家。法名は了心[6]。
- 正応2年（1289年）1月20日、薨去。

## 『徒然草』第135段の資季
資季は『徒然草』第135段に登場する。「お前が質問してくる程度のことだったら、何でも答えてやろう」と源具氏に持ちかけたところ、『むまのきつりやう、きつにのをか、なかくぼれいり、くれんどう』というなぞなぞを問いかけられた。この難問に答えられず歯ぎしりしてしまう様が描かれていて、資季は具氏にごちそうをふるまうことになったのである。資季は具氏に「わぬし」と声をかけており、比較的親しい関係であったと推測できる。資季は具氏の父通氏よりも少し年長なのである。

## 資季の母
資季の母は九条光長女とされているが、『尊卑分脈』甘露寺家の系譜を見ると、海住山長房の子女の中に藤原資家の室となり藤原資季の母となった女子の記述がある。いずれが正しいか検討の余地がある。

## 系譜
- 父：藤原資家（1182-1256）
- 母：九条光長娘
- 妻：官女
  - 男子：藤原資氏（?-1306）
- 養子
  - 男子：藤原資高（1265-1304） - 藤原資氏の子
  - 男子：藤原資藤（?-1320） - 藤原資氏の子
  - 女子：大炊御門冬忠室か